# Gouvernement Gonzi I
République de Malte
Fenech Adami IV Gonzi II
Le gouvernement Gonzi I est le gouvernement de la République de Malte entre le 23 mars 2004 et le 10 mars 2008, pendant la vingt-deuxième législature de la Chambre des députés.

## Composition

### Initiale (23 mars 2004)
| Fonction                                                                                 | Titulaire | Titulaire             | Parti |
| ---------------------------------------------------------------------------------------- | --------- | --------------------- | ----- |
| Premier ministre Ministre des Finances                                                   |           | Lawrence Gonzi        | PN    |
| Vice-Premier ministre Ministre de la Justice, des Affaires intérieures et parlementaires |           | Tonio Borg            | PN    |
| Ministre des Communications et de la Politique de concurrence                            |           | Censu Galea           | PN    |
| Ministre des Technologies de l'information et des Investissements                        |           | Austin Gatt           | PN    |
| Ministre de l'Éducation, de l'Emploi et de la Formation                                  |           | Louis Galea           | PN    |
| Ministre de la Famille et de la Sécurité sociale                                         |           | Dolores Cristina      | PN    |
| Ministre des Affaires étrangères                                                         |           | John Dalli            | PN    |
| Ministre de Gozo                                                                         |           | Giovanna Debono       | PN    |
| Ministre de la Santé                                                                     |           | Louis Deguara         | PN    |
| Ministre des Ressources et des Infrastructures                                           |           | Ninu Zammit           | PN    |
| Ministre des Affaires rurales et de l'Environnement                                      |           | George Pullicino      | PN    |
| Ministre du Tourisme, des Arts et du Patrimoine culturel                                 |           | Francis Zammit Dimech | PN    |
| Ministre des Transports et des Projets de développement urbain                           |           | Jesmond Mugliett      | PN    |